# Міхожевко
Міхожевко (пол. Michorzewko) — село в Польщі, у гміні Куслін Новотомиського повіту Великопольського воєводства.
Населення — 373 особи (2011).
У 1975-1998 роках село належало до Познанського воєводства.

## Демографія
Демографічна структура станом на 31 березня 2011 року:
|          | Загалом | Допрацездатний вік | Працездатний вік | Постпрацездатний вік |
| -------- | ------- | ------------------ | ---------------- | -------------------- |
| Чоловіки | 181     | 45                 | 117              | 19                   |
| Жінки    | 192     | 43                 | 109              | 40                   |
| Разом    | 373     | 88                 | 226              | 59                   |